# Андски мочварни хрчак
Андски мочварни хрчак (лат. Neotomys ebriosus, рус. Андийский болотный хомяк) је врста глодара из породице хрчкова (лат. Cricetidae).

## Распрострањење
Врста има станиште у Аргентини, Боливији, Перуу и Чилеу.

## Станиште
Станишта врсте су травна вегетација, мочварна и плавна подручја и слатководна подручја. Врста је присутна на планинском венцу Анда у Јужној Америци.

## Угроженост
Ова врста није угрожена, и наведена је као последња брига јер има широко распрострањење.

### Популациони тренд
Популација ове врсте је стабилна, судећи по доступним подацима.